# Eric Odhelius
För professorn i teologi, se Erik Odhelius.
Eric Odhelius, född 8 november 1760 i Flo prästgård, Västergötland, död 7 februari 1834 (genom drunkning) under en resa i Dalsland, var en svensk läkare.
Eric Odhelius var son till prosten och kyrkoherden i Flo socken Thore Odhelius och Margareta Loning. Han blev student vid Uppsala universitet 1777, inskrevs 1779 som elev i Kirurgiska societeten och blev 1785 medicine doktor i Uppsala med första hedersrummet. År 1786 utnämndes han till regementsläkare vid Skaraborgs regemente, följde 1788 detta till norska gränsen och tillfångatogs, men hemförlovades snart och tjänstgjorde 1789 i Finland som fältläkare i Lovisa samt erhöll 1790 assessors fullmakt. Efter flera andra förrättningar tog han 1812 avsked och blev samma år intendent vid hälsobrunnen Lundsbrunn nära Skara, vilken under hans nioåriga förvaltning mycket utvecklades. Han var i hela Västergötland högt ansedd som läkare och blev 1809 ledamot av Vetenskapsakademien.
Eric Odhelius var gift från 1804 till sin död 1834 med Elisabeth "Betty" Rudin (1785-1865).